# 1192

## Události
- nejstarší dochované vyobrazení svatováclavské orlice (černá orlice obklopená červenými plameny ve stříbrném poli) na pečeti kralevice Přemysla Otakara I.
- založen nizozemský cisterciácký klášter Aduard
- Joritomo Minamoto byl císařem Gotobou formálně jmenován prvním šógunem Japonska a založil tak nové, feudální období japonských dějin: kamakurský šógunát (do r. 1333 – dualismus vlády císaře a šóguna ale přetrval i nadále, až do r. 1867)

## Narození
- ? – Juliana z Lutychu, katolická světice († 5. dubna 1258)
- ? – Blanka, paní z Guadalajary, portugalská infantka († 17. listopadu 1240)
- ? – Maud Marshalová, anglo-normanská šlechtična († 27. března 1248)

## Úmrtí
- 28. dubna – Konrád z Montferratu, italský šlechtic, přední účastník třetí křížové výpravy a sňatkem jeruzalémský král (* asi 1145)
- 8. května – Otakar IV. Štýrský, vévoda štýrský (* 19. srpna 1163)

## Hlavy států
- České knížectví – Václav II. » Přemysl Otakar I.
- Svatá říše římská – Jindřich VI. Štaufský
- Papež – Celestýn III.
- Anglické království – Richard I. Lví srdce
- Francouzské království – Filip II. August
- Polské knížectví – Kazimír II. Spravedlivý
- Uherské království – Béla III.
- Sicilské království – Tankred I.
- Kastilské království – Alfonso VIII. Kastilský
- Rakouské vévodství – Leopold V. Babenberský
- Skotské království – Vilém Lev
- Byzantská říše – Izák II. Angelos